# E962 (trasa europejska)
```

```

E962 – trasa europejska łącznikowa (kategorii B), biegnąca przez Grecję. 
Przebieg E962: Teby – Mandra – Elefsina